# Team Exergy
Team Exergy (código UCI: XRG), foi um equipa ciclista profissional estadounidense de categoria Continental.
Foi criado em 2009 e esteve patrocinado pela Exergy Development Group, uma empresa dedicada à produção de energia renovável como a eólica, solar, bioenergia, geotérmica e hidroeléctrica.
Competiu como equipa amador no ano de 2010 em diversas carreiras dos Estados Unidos como o Tour de Gila, Cascade Classic, Mount Hood Cycling Classic, o Criterium Boise Twilight, incluindo o Redlands Classic, Tour de Utah e o Volta à Bulgária.
Comprometido com o projecto de patrocinar vários anos à equipa, Exergy passou ao ciclismo profissional ao obter a licença Continental para a temporada de 2011, onde competiu principalmente no calendário dos Estados Unidos ainda que também participou de carreiras em Canadá, mas a empresa decidiu retirar o patrocínio à equipa de ciclismo alegando que não estavam dispostos a continuar com o financiamento depois dos escândalos de dopagem que sacudiram a este desporto a fins de 2012.

## Material ciclista
A equipa utilizou bicicletas Felt.

## Sede
A sede da equipa encontrava-se em Boise, Idaho.

## Classificações UCI
A partir de 2005 a UCI instaurou os Circuitos Continentais da UCI e em sua primeira participação em 2010-2011 esteve no a classificação do UCI America Tour Rankig conseguindo estas posições:
| Temporada | Classificação por equipas | Melhor corredor | Posição |
| 2010-2011 | 24.º                      | Fred Rodríguez  | 109.º   |

## Palmarés

### Palmarés de 2012

#### Circuitos Continentais da UCI
| Datas       | Circuito                      | Carreiras                   | Ganhador   |
| 14 de junho | UCI America Tour de 2011-2012 | 3.ª etapa do Tour de Beauce | Matt Cooke |

## Elenco

### Elenco de 2011
| Nome                | Nascimento | Nacionalidade  | Equipa de 2010                    |
| Carlos Alzate       | 23/03/1983 | Colômbia       | Toshiba-Santo Pro Cycling (2008)  |
| Kai Applequist      | 13/12/1982 | Estados Unidos | Neoprofissional                   |
| Benjamin Chaddock   | 09/04/1985 | Canadá         | Neoprofissional                   |
| Matt Cooke          | 08/05/1979 | Estados Unidos | Mountain Khakis-The Jittery Joe's |
| Andrés Díaz Currais | 20/01/1984 | Colômbia       | Colômbia es Pasión Team (2007)    |
| Chris Hong          | 08/09/1988 | Estados Unidos | Neoprofissional                   |
| Sam Johnson         | 04/07/1983 | Estados Unidos | Neoprofissional                   |
| Quinn Keogh         | 03/10/1984 | Estados Unidos | Neoprofissional                   |
| Remi McManus        | 15/05/1975 | Estados Unidos | Kenda Pro Cycling (2009)          |
| Conor Mullervy      | 08/04/1988 | Estados Unidos | Neoprofissional                   |
| Kevin Mullervy      | 08/04/1988 | Estados Unidos | Neoprofissional                   |
| Fred Rodríguez      | 03/09/1973 | Estados Unidos | Rock Racing (2009)                |
| Sebastian Salas     | 02/10/1987 | Canadá         | Neoprofissional                   |
| Erik Slack          | 09/02/1988 | Estados Unidos | Neoprofissional                   |

1. 1 2 3  Desde 1 de junho.
2. ↑  Desde 6 de agosto.

### Elenco de 2012
| Nome                | Nascimento | Nacionalidade  | Equipa de 2011                    |
| Andrés Alzate       | 30/12/1989 | Colômbia       | Neoprofissional                   |
| Carlos Alzate       | 23/03/1983 | Colômbia       | Team Exergy                       |
| Kai Applequist      | 13/12/1982 | Estados Unidos | Team Exergy                       |
| Benjamin Chaddock   | 09/04/1985 | Canadá         | Team Exergy                       |
| Matt Cooke          | 08/05/1979 | Estados Unidos | Team Exergy                       |
| Zachary Davies      | 17/02/1985 | Estados Unidos | V Australia                       |
| Andrés Díaz Currais | 20/01/1984 | Colômbia       | Team Exergy                       |
| Noé Gianetti        | 06/10/1989 | Suíça          | Geox-TMC                          |
| Sam Johnson         | 04/07/1983 | Estados Unidos | Team Exergy                       |
| Quinn Keogh         | 03/10/1984 | Estados Unidos | Team Exergy                       |
| Logan Loader        | 27/07/1989 | Estados Unidos | Team Mountain Khakis - Ep-Não     |
| Conor Mullervy      | 08/04/1988 | Estados Unidos | Team Exergy                       |
| Kevin Mullervy      | 08/04/1988 | Estados Unidos | Team Exergy                       |
| Fred Rodríguez      | 03/09/1973 | Estados Unidos | Team Exergy                       |
| Morgan Schmitt      | 03/01/1985 | Estados Unidos | UnitedHealthcare Pro Cycling Team |
| Serghei Țvetcov     | 29/12/1988 | Moldávia       | Tusnad Cycling Team (2010)        |